# Senecio rowleyanus
Senecio rowleyanus conhecida popularmente como "rosário" ou "colar de pérolas", é uma espécie de planta suculenta, perene da família curio

## Descrição
É uma planta nativa do Sudoeste Africano, que desenvolve numerosos caules longos e rasteiros. As suas folhas são esféricas para minimizar a área de superfície e assim conservar água. É bastante cultivada como planta ornamental.

## Toxicidade
E comumente dito que todas as partes da planta são tóxicas, embora Gordon Rowley, um estudioso de plantas, afirma que é inofensiva.

## Galeria

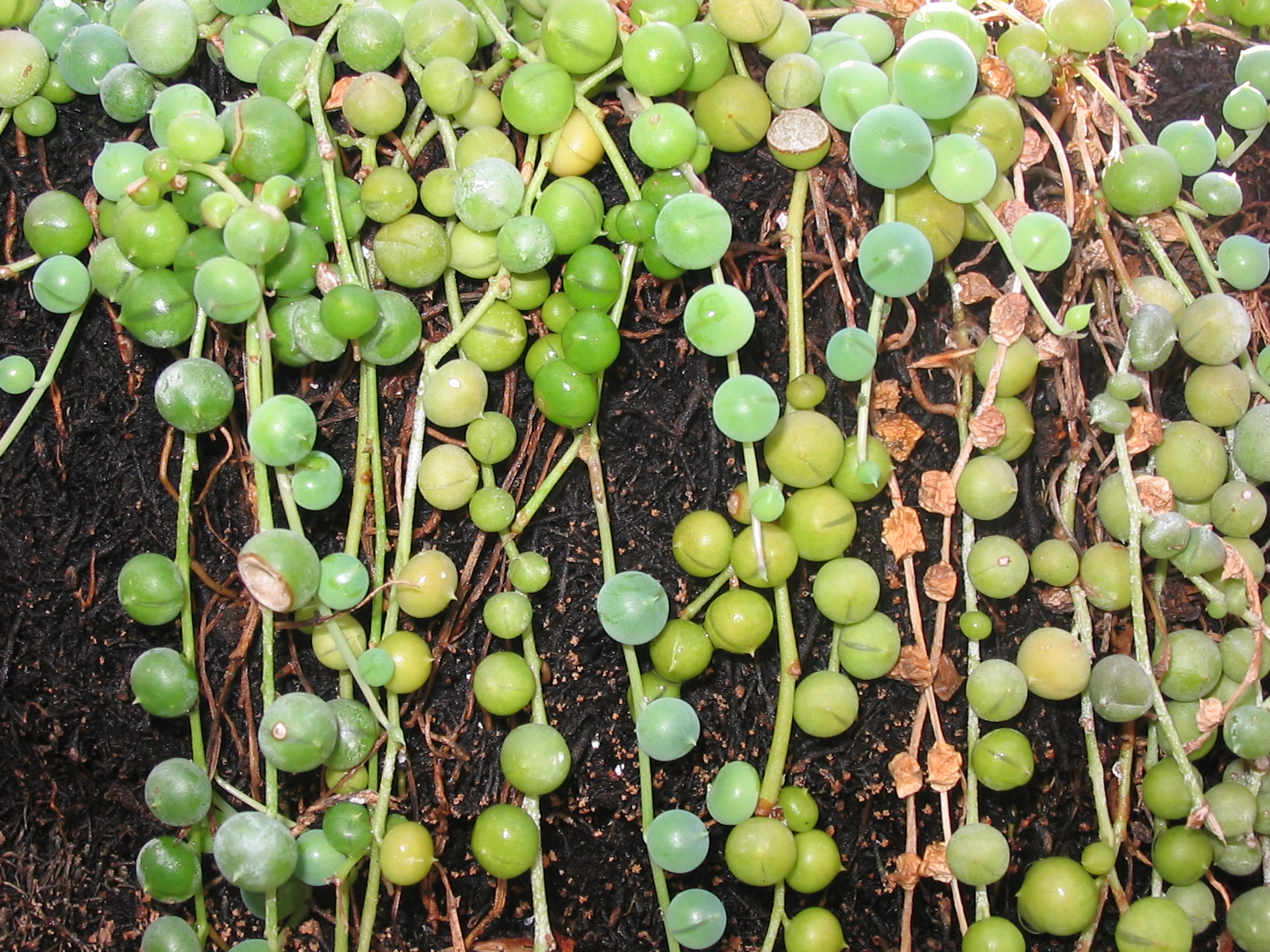
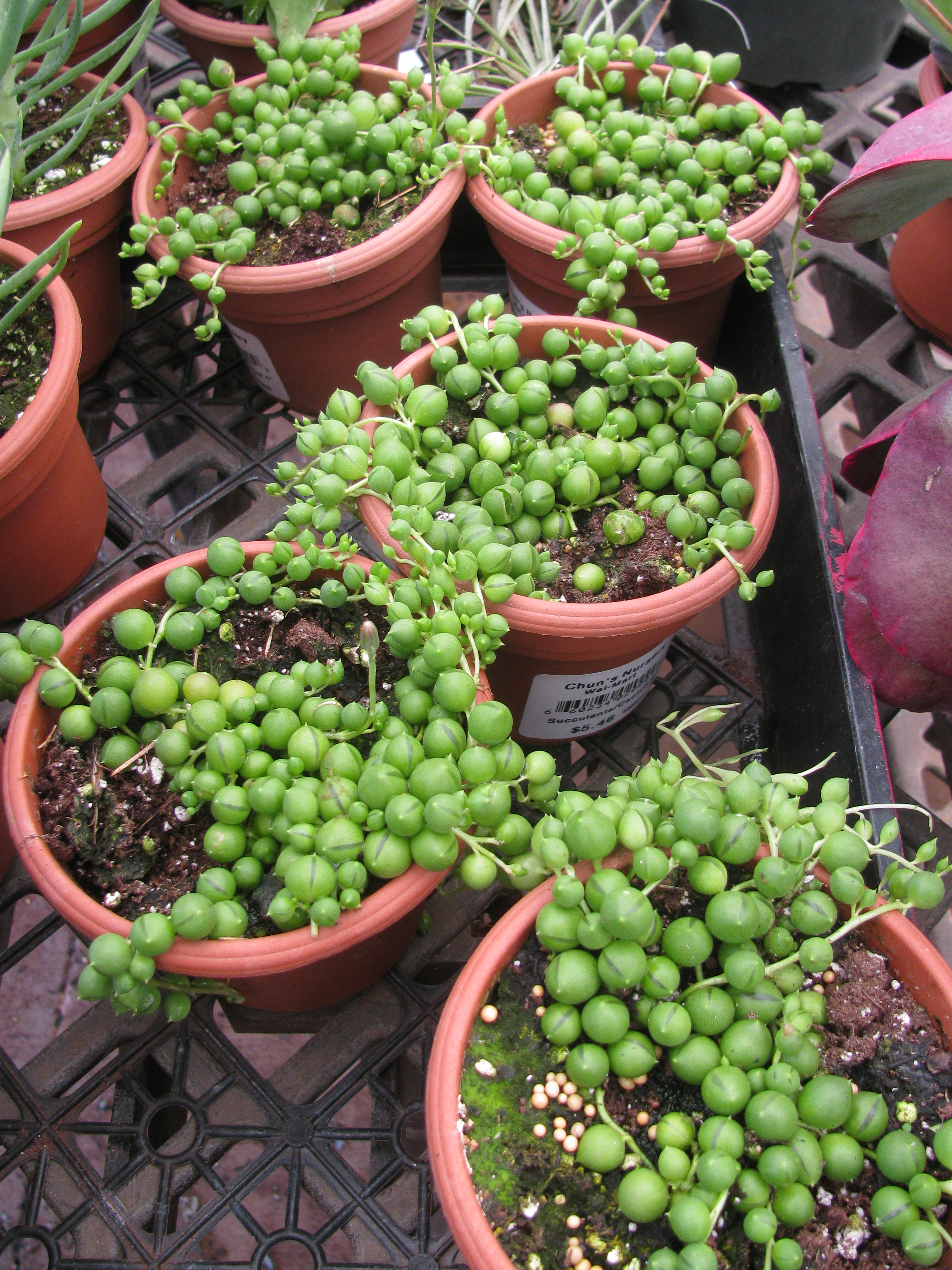
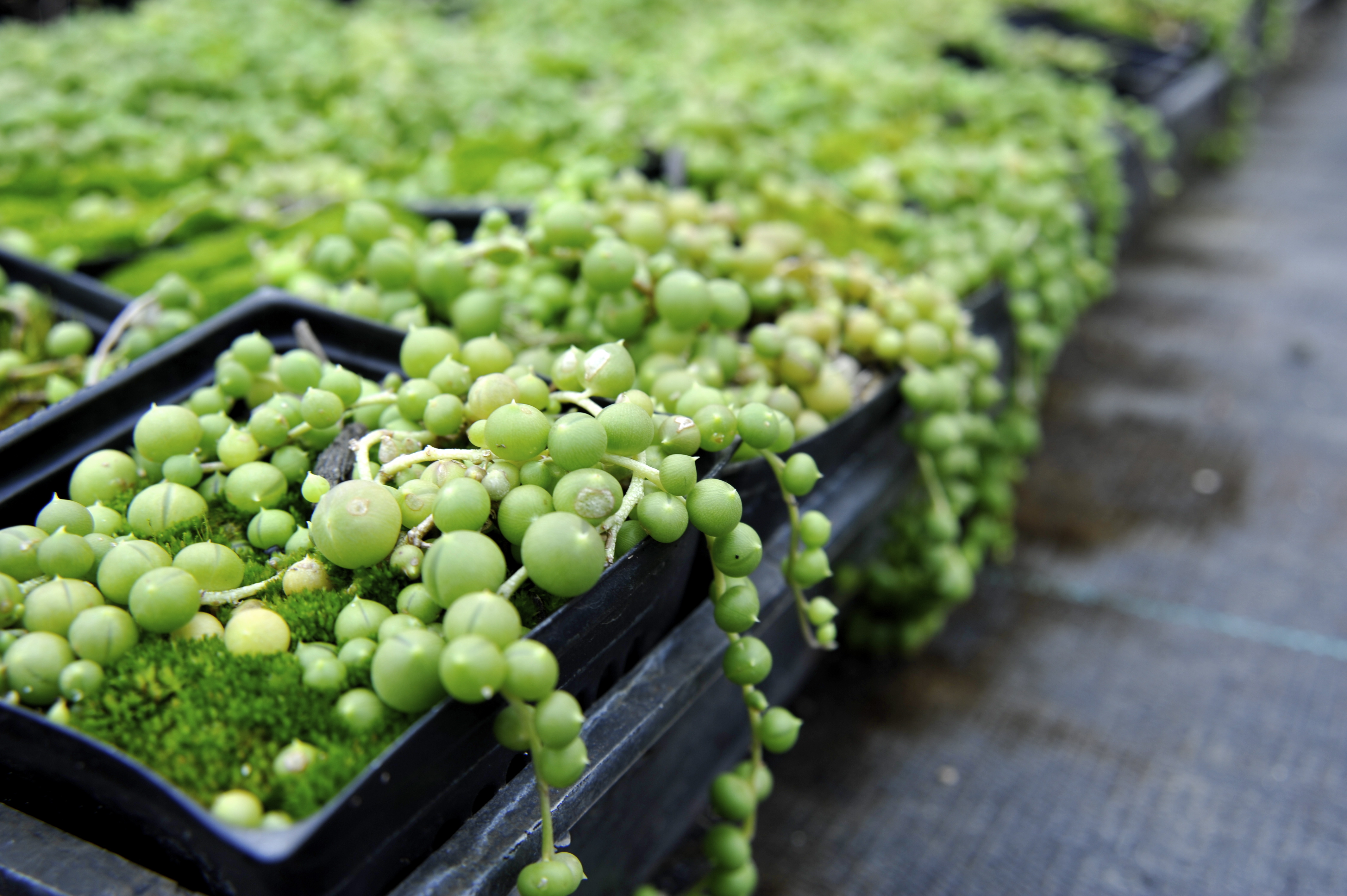

## Curiosidades
Anteriormente pertencente a família Asterales, houve uma mudança na classificação botânica, com a planta sendo realocada para o gênero “Curio”, cujo nome evoca a ideia de “curiosidade”. O epíteto específico, “rowleyanus”, foi escolhido em homenagem a Gordon Douglas Rowley, um renomado botânico britânico conhecido por sua expertise em suculentas e cactos.